# Долганов, Игорь Олегович
Игорь Олегович Долганов (род. 19 декабря 1997 года) — российский дзюдоист. Призёр чемпионата России 2023. Чёрный пояс по дзюдо. Мастер спорта.

## Спортивная карьера
Долганов имеет в своем послужном списке серебряную медаль юниорского кубка Европы 2015 года, который проходил в Санкт-Петербурге. Также был бронзовым медалистом первенства России среди юниоров. В 2021 году стал финалистом кубка России среди взрослых в Грозном. Годом позже пришёл третьим на кубке России, прошедший в Калининграде. В сентябре 2023 года впервые добыл бронзовую медаль чемпионата страны в Кемерово.

## Спортивные достижения
- 2015 Кубок Европы среди юниоров — ;
- 2015 Первенство России среди юниоров — ;
- 2021 Кубок России — ;
- 2022 Кубок России — ;
- 2023 Чемпионат России — ;

## Личная информация
Долганов является выпускником Уральского федерального университета по специальности «Метрология, стандартизация и сертификация».